# Lamphun (provincie)
Lamphun is een Thaise provincie in het noorden van Thailand. In december 2014 had de provincie 405.468 inwoners, waarmee het de 63e provincie qua bevolking in Thailand is. Met een oppervlakte van 4505,9 km² is het de 48e provincie qua omvang in Thailand. De provincie ligt op ongeveer 670 kilometer van Bangkok. Lamphun grenst aan de provincies/landen: Chiang Mai, Lampang, Tak. Lamphun ligt niet aan zee.

## Provinciale symbolen
|  | Het provinciale zegel toont Wat Phra That Hariphunchai. De provinciale vlag is hemelsblauw met het provinciale zegel in het midden, onderaan de naam van de provincie in het Thai. De provinciale boom is Albizia saman (Thai: จามจุรี chaamchuri). De provinciale bloem is Butea monosperma (Thai: ทองกวาว thongkwaaw). De bloemen zijn felrood-oranje. |

## Politiek

### Bestuurlijke indeling
De provincie is onderverdeeld in 8 districten (Amphoe):
| Amphoe 1. Lamphun 2. Mae Tha 3. Ban Hong 4. Li 5. Thung Hua Chang 6. Pa Sang 7. Ban Thi 8. Wiang Nong Long |

## Prestatie-index
United Nations Development Programme (UNDP) in Thailand heeft sinds 2003 voor subnationaal niveau een Index van de menselijke prestatie (Human Achievement Index - HAI) gepubliceerd op basis van acht belangrijke gebieden van de menselijke ontwikkeling. Provincie Lamphun neemt met een HAI-waarde van 0,6497 de 16e plaats in op de ranglijst. Tussen de waarden 0,6342 en 0,6516 is dit "wat hoog".
| Hoofdgroep                    | Aantal graadmeters | Ranglijst |
| ----------------------------- | ------------------ | --------- |
| Volksgezondheid               | 7                  | 67e       |
| Onderwijs                     | 4                  | 11e       |
| Werkomstandigheden            | 4                  | 8e        |
| Huishoudelijk inkomen         | 4                  | 45e       |
| Huisvesting en leefomgeving n | 5                  | 38e       |
| Familie- en gemeenschapsleven | 6                  | 64e       |
| Transport en communicatie     | 6                  | 31e       |
| Deelname aan politiek, enz.   | 4                  | 2e        |

## Klimaat
De gemiddelde jaartemperatuur is 28 graden. De temperatuur varieert van 10 graden tot 41 graden. Gemiddeld valt er 1108 mm regen per jaar.